# Esko Aho
Esko Tapani Aho (* 20. květen 1954 Veteli) je finský politik, představitel strany Finský střed. V letech 1991–1995 byl premiérem Finska.

## Životopis
Vystudoval sociální vědy na Helsinské univerzitě, absolvoval roku 1981. V letech 1974–1979 vedl mládežnickou organizaci své strany, v období 1990–2002 byl předsedou celé strany. V letech 1979–1980 byl náměstkem ministra zahraničních věcí, v roce 1991 krátce předsedou parlamentu. Když se ve stejném roce pak stal premiérem, byl ve svých 36 letech nejmladším ministerským předsedou ve finské historii a v ten moment byl též nejmladším premiérem v Evropě. Za jeho vlády Finsko vstoupilo do Evropské unie, což on sám podpořil, ačkoli jeho strana, jež má agrárnické kořeny, patří k nejeuroskeptičtějším z tradičním finských stran, zejména kvůli otázce zemědělských dotací v EU. Jeho vláda čelila ekonomických problémům pramenícím z rostoucího státního dluhu, což řešil politikou tvrdých škrtů, kvůli čemuž se jeho kabinet stal dosti nepopulárním. Býval považován za politika vynikajícího elegancí, což mu vyneslo přezdívku „Kannuksen Kennedy“ (Kennedy z Kannuksu – Kannuks bylo město, kde žil a angažoval se v místní politice). V roce 2008 nastoupil do vedení firmy Nokia.